# Cadavres en vacances
Pour plus de détails, voir Fiche technique et Distribution.
Cadavres en vacances est un film français réalisé par Jacqueline Audry en 1961 et sorti en 1963.

## Synopsis
Une série de tragiques disparitions marque les vacances d'une pension du Touquet.

## Fiche technique
- Titre : Cadavres en vacances
- Autres titres : Pas si folles les guêpes !, La Part du lion
- Réalisation : Jacqueline Audry
- Scénario : Jean-Pierre Ferrière, Pierre Laroche, d'après le roman éponyme de Jean-Pierre Ferrière
- Photographie : René Gaveau
- Musique : Georges van Parys, Jacques Loussier
- Montage : Marguerite Beaugé
- Société de production : Les Créateurs associés
- Pays d'origine :  France
- Format : 35 mm - Noir et blanc
- Durée : 100 minutes
- Date de sortie : France, 21 août 1963

## Distribution
- Suzanne Dehelly : Blanche Bodin
- Jeanne Fusier-Gir : Berthe Bodin
- Simone Renant : Léone Malichoux, l'hôtelière
- Noël Roquevert : le commissaire Mercadier
- Gérard Séty : Bernard Gaillard
- Michel Bardinet : Marc Renaud
- Jeanne Valérie : Brigitte Renaud
- Fernand Sardou : Oscar Levert
- Junie Astor : Fanny Levert
- Roger Coggio : Julien Jacquet
- Rita Cadillac : Stella Fourreau
- Sophie Grimaldi : la soubrette